# キアヌーシュ・ロスタミ
キアヌーシュ・ロスタミ (ペルシア語:  کیانوش رستمی、ラテン表記:Kianoush Rostami、1991年7月23日 - ) は、イランのケルマーンシャー出身の男子重量挙げ選手。2011年と2014年の世界選手権で優勝した。2012年ロンドンオリンピックでは85キロ級重量挙げで銀メダル、また2016年リオデジャネイロオリンピックでは同級で世界記録をトータル396kgに更新し、金メダルを獲得した選手である。

## 統計

### 体のサイズ
(2012夏季オリンピック)
- 身長175 cm
- 体重85 kg

### ベスト記録
- ジャーク：220 kg、テヘラン、2016年（世界記録）
- トータル：396 kg、リオデジャネイロ、2016年8月13日（世界記録）